# 47-й Нью-Йоркский пехотный полк
47-й Нью-Йоркский пехотный полк (47th New York Volunteer Infantry Regiment так же Washington Grays) — представлял собой один из пехотных полков армии Союза во время Гражданской войны в США. Полк был сформирован в сентябре 1861 года и воевал на побережье Южной Каролины и во Флориде. Он прошёл многие кампании войны на побережье от взятия форта Пуласки до капитуляции Джонстона в Беннет-Плейс.

## Формирование

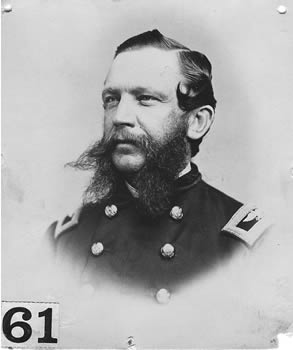
Полковник Генри Мур

24 июля 1861 года полковник Генри Мур был уполномочен Военным департаментом набрать пехотный полк. Полк был набран в основном в Нью-Йорке и Бруклине, несколько человек было набрано в округе Датчесс. Ядром полка стало подразделение Imperial Zouaves под командованием полковника Уэсли Меррита. Оно было недоукомплектовано, но на его основе Мур создал свой полк. 14 сентября полк получил свою нумерацию и в тот же день он был принят на службу в федеральную армию сроком на три года. Его первым командиром стал полковник Генри Мур, подполковником Джеймс Фрезкр, майором - Дэниель Ллойд.

## Боевой путь
19 сентября полк был отправлен в Вашингтон, затем в Аннаполис, где включён в экспедиционный корпус Шермана (В бригаду Эгберта Виля ). С 21 октября по 7 ноября полк пробыл в Южной Каролине, где участвовал в Сражении при Порт-Рояле. В феврале-апреле 1862 году полк участвовал в операциях против форта Пуласки, а 11 апреля - во взятии форта Пуласки.
В том же месяце полк был включён во 2-ю бригаду 2-й дивизии Южного Департамента. В июне он участвовал в экспедиции на остров Джеймс. 16 июня участвовал в Сражении при Сесешнвилле. 28 июня полк покинул остров Джеймса и вернулся на Хилтон-Айленд.
В июле полк был включён в Департамент Хилтон-Айленд.
5 августа полковник Мур покинул армию, и подполковник Фрезер был повышен в звании до полковника.